# جربارة طبيعية
جربارة طبيعية (الاسم العلمي:Gerbera connata) هي نوع من النباتات تتبع جنس الجربارة من الفصيلة النجمية.